# Ventimila leghe sotto i mari
Ventimila leghe sotto i mari (Vingt mille lieues sous les mers: Tour du monde sous-marin) è un romanzo fantascientifico dello scrittore francese Jules Verne.
Il romanzo uscì in due parti, la prima nel marzo del 1869 e la seconda nel giugno del 1870, sulla rivista quindicinale di Pierre-Jules Hetzel, il Magasin d'éducation et de récréation; poi Hetzel pubblicò, nel novembre 1871, un'edizione deluxe in ottavo, contenente 111 illustrazioni di Alphonse de Neuville e Édouard Riou.
La descrizione accurata del sottomarino del capitano Nemo, il Nautilus, precorre il suo tempo, anticipando con straordinaria precisione varie caratteristiche dei sottomarini odierni, se comparate alle primitive navi degli anni sessanta del XIX secolo. L'ispirazione gli venne dall'osservazione del sottomarino Plongeur, che figurava all'Esposizione Universale di Parigi del 1867, che Verne ebbe modo di esaminare.
L'opera costituisce il secondo capitolo di una trilogia del mare che inizia con I figli del capitano Grant e si conclude con L'isola misteriosa.

## Trama
Che cosa era successo? Da qualche tempo, parecchie navi avevano incontrato in alto mare una « cosa enorme », una strana cosa, lunga, fusiforme, talvolta fosforescente, infinitamente più grande e più veloce di una balena.»
(incipit del romanzo, dall'edizione Principato, 1951)

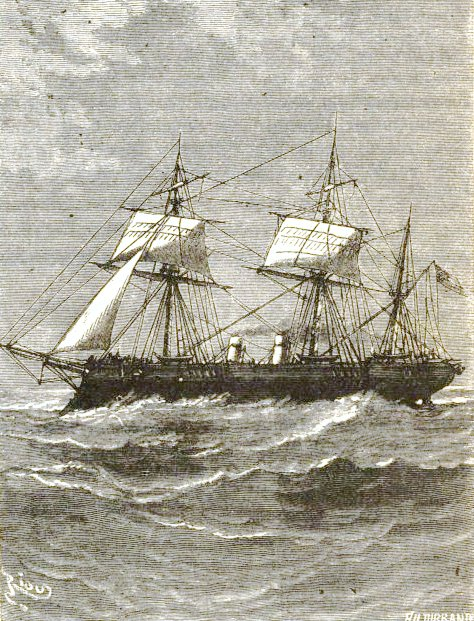
La fregata Abraham Lincoln

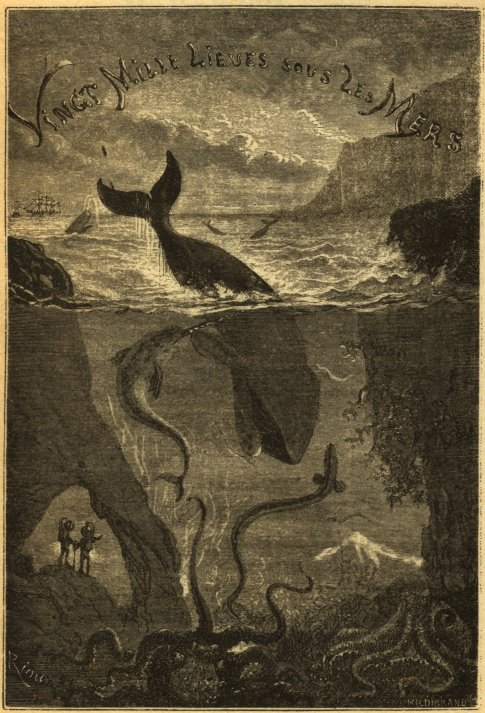
Il frontespizio con il titolo del libro

La storia è ambientata nel periodo immediatamente successivo alla guerra di secessione e segue le avventure dei protagonisti a bordo del sottomarino Nautilus, costruito in segreto dal suo enigmatico comandante, Capitano Nemo.
Un misterioso mostro marino affonda le navi che incontra lungo il suo percorso; le testimonianze dei pochi superstiti sopravvissuti a questi incidenti raccontano di grandi riflessi fluorescenti e di una massa capace di muoversi a velocità prodigiosa e sbuffare colonne d'acqua a grandi altezze. Il professor Pierre Aronnax, celebre naturalista del Museo di Storia Naturale di Parigi famoso per aver pubblicato un'opera sulla vita sottomarina, viene chiamato a prendere parte alla spedizione incaricata di liberare definitivamente i mari dal mostro. Assieme al suo fedele cameriere Conseil (Consiglio, in italiano) si imbarca sull'Abraham Lincoln, la fregata allestita dalla Marina degli Stati Uniti per l'impresa. A bordo faranno la conoscenza del valente fiociniere canadese Ned Land.
Dopo molti mesi di navigazione infruttuosa, durante i quali il comandante Farragut pensa addirittura di abbandonare l'impresa, l'Abraham Lincoln incrocia finalmente il famigerato mostro nelle acque del Giappone. Dopo un inseguimento, durante il quale l'animale dà prova di una velocità strabiliante, l'equipaggio della fregata tenta di arpionarlo, senza successo; i cannonieri allora aprono il fuoco, ma i proiettili rimbalzano sul suo dorso, lasciandolo illeso. Attaccato, il mostro si difende puntando la Lincoln e speronandola, spezzandole il timone e la barra. La fregata è resa di fatto ingovernabile e va alla deriva.
Durante l'urto, Aronnax e Conseil finiscono in mare, restando parecchie ore in balia delle onde, immersi nella nebbia. Quando ormai la morte sembra sopraggiungere, sentono la voce di Ned Land, anche lui rimasto scaraventato in mare a chiedere aiuto; lo raggiungono seguendo l'eco delle sue urla, e lo vedono in piedi sopra quella che sembra un'isola galleggiante. Una volta diradata la nebbia, i tre naufraghi capiscono che l'"isola" altro non è che il "mostro", il quale è in realtà una nave sottomarina. Aronnax, Conseil e Ned Land vengono scoperti dall'equipaggio del mezzo, portati al suo interno ed imprigionati. Una volta a bordo si troveranno al cospetto del comandante del Nautilus (questo il nome del sottomarino), ovvero il misterioso Capitano Nemo.
Ha inizio quindi un lungo viaggio pieno di imprevisti e avventure che permette a Jules Verne di realizzare descrizioni epiche e ricche di fascino. I tre protagonisti partecipano ad una battuta di caccia, o meglio un'escursione nelle foreste sottomarine di Crespo, nel Pacifico, indossando speciali scafandri, e in essa abbattono una lontra di mare con un colpo di uno speciale fucile elettrico, inventato dal Capitano Nemo. Arrivati nell'arcipelago asiatico-oceanico, sfuggono ad una tribù di selvaggi antropofagi. Proseguendo fino ai mari indiani, compiono un'altra escursione sottomarina durante la quale fanno visita ad una perla gigante, custodita in un'ostrica altrettanto grande dal Capitano Nemo; quest'ultimo, aiutato da Ned Land, salva un giovane pescatore di perle da uno squalo, usando un coltello. Il Nautilus supera il Canale di Suez prima della sua apertura ufficiale, attraversando in immersione un tunnel scoperto dal Capitano Nemo, per poi giungere nel Mediterraneo.
Se però Aronnax e Conseil sono interessati alle scoperte scientifiche, Ned Land pianifica invece una fuga notturna durante il tragitto nell'Atlantico. Al momento stabilito, il Capitano Nemo incrocia però Aronnax, impedendo l'attuazione della fuga, e insieme escono con gli scafandri per un'escursione nella quale Capitano Nemo mostra al professore i resti sprofondati del continente di Atlantide.
Il Nautilus prosegue il suo viaggio fino ad arrivare al Polo sud, dove per poco non rimane incagliato nel ghiaccio. Mentre fa ritorno a Nord, il sottomarino viene assediato da calamari giganti dove morirà un membro dell'equipaggio e poi salva delle balene da un attacco di capodogli, usando lo stesso Nautilus come arma.
Il Capitano Nemo è un uomo geniale, ma allo stesso tempo oscuro e misterioso. Afferma di aver rinunciato alla società degli uomini e di aver tagliato qualsiasi legame con la terraferma. Lo si vede però aiutare gli autonomisti greci donando loro i tesori da lui trovati sul fondo del mare. Mostra inoltre un odio implacabile nei confronti di una particolare nave, di cui riconosce la "nazione" senza vederne la bandiera, affondandola con violenza per vendicare la sua famiglia, definendosi un oppresso e lasciando tutto il resto al mistero.
Più volte Land tenta invano di organizzare un piano di fuga, anche contro la volontà dello stesso professor Aronnax, restìo a lasciare il Nautilus tante sono le bellezze e le scoperte per i suoi studi sul mondo marino. Dopo qualche mese però la vita dentro al sottomarino diventa monotona: il Capitano Nemo si chiude sempre più in se stesso e i protagonisti, compreso il professore, non provano più lo stesso entusiasmo iniziale. Ned Land ne approfitta per organizzare un nuovo tentativo di fuga, utilizzando il "canotto" del Nautilus, quando il sottomarino viene improvvisamente risucchiato dal terribile gorgo del Maelström, vicino alle coste della Norvegia. Scaraventati fuori dalla nave, i tre fuggitivi, a causa della furia del mare, perdono conoscenza e si risvegliano, sani e salvi, nella capanna di un pescatore in una delle isole Lofoten, in attesa di poter fare ritorno in Francia.

## Titolo
Le 20.000 leghe del titolo sono riferite (come tra l'altro è riportato nel testo nelle dirette parole dei personaggi) alla distanza percorsa dal Nautilus durante la permanenza a bordo di Aronnax, Conseil e Ned. Poiché si fa riferimento alle lieue (leghe francesi, pari a 3,898 chilometri) 20 000 leghe equivalgono a poco meno di 80000 km.

## Seguito
Il Capitano Nemo, travolto dal Maelström con il Nautilus, verrà poi ritrovato dai naufraghi del romanzo L'isola misteriosa, scritto da Verne nel 1874.

## Opere derivate

### Cinema
- 20,000 Leagues Under the Sea, regia di Wallace McCutcheon (1905), cortometraggio di 18'
- Ventimila leghe sotto i mari (Vingt mille lieues sous les mers), regia di Georges Méliès (1907), cortometraggio di 18'
- Ventimila leghe sotto i mari (20,000 Leagues Under the Sea, 1916), regia di Stuart Paton, primo lungometraggio
- Ventimila leghe sotto i mari (20,000 Leagues Under the Sea, 1954), regia di Richard Fleischer, prodotto dalla Walt Disney. Probabilmente l'adattamento filmico più celebre del romanzo. James Mason interpreta il capitano Nemo e Paul Lukas, Peter Lorre e Kirk Douglas i suoi ospiti. È citata come opera precorritrice del filone steampunk.
- Il capitano Nemo e la città sommersa (Captain Nemo and the Underwater City, 1969), regia di James Hill. Storia originale liberamente ispirata al personaggio di Verne.
- 20.000 leghe sotto i mari (Kaitei Sanman Mile, 1970), film d'animazione di 60 minuti, regia di Takeshi Tamiya. Malgrado il titolo è una storia originale benché ispirata al personaggio di Verne.
- Kapitan Nemo (Капитан Немо), regia di Vasili Levin ed Edgar Smirnov (1975), adattamento sovietico.
- Atlantis - L'impero perduto (2001), regia di Gary Trousdale e Kirk Wise, Classico Disney largamente ispirato al racconto.
- Atlantis - Il ritorno di Milo (2003), regia di Victor Cook, Toby Shelton, sequel direct-to-video del Classico Disney, in origine avrebbe dovuto comporre tre episodi di una serie televisiva animata mai completata chiamata Team Atlantis.
- 30,000 Leagues Under the Sea (2007), regia di Gabriel Bologna, film per il circuito direct-to-video.

### Televisione
- due episodi della serie antologica Tales of Tomorrow (1952): "Ventimila leghe sotto i mari - Parte I: La caccia" (Twenty Thousand Leagues under the Sea - Part 1: The Chase) e "Ventimila leghe sotto i mari - Parte II: La fuga" (Twenty Thousand Leagues under the Sea - Part 2: The Escape). Regia di Charles S. Dubin, Don Medford, Franklin J. Schaffner e Leonard Valenta
- Nemo (1970), serie tv francese, regia di Jean Bacqué
- 20.000 leghe sotto i mari (Twenty Thousand Leagues Under the Sea, 1973), film d'animazione di 45 minuti, regia di William Hanna e Joseph Barbera
- The Return of Captain Nemo (1978), miniserie TV, regia di Alex March e Paul Stader. Il Capitano Nemo che affronta in epoca moderna varie minacce al genere umano.
- 20,000 Leagues Under the Sea (1997) - Film TV della Village Roadshow con Michael Caine
- 20,000 Leagues Under the Sea (1997) - Film TV della Hallmark con Ben Cross, regia di Michael Anderson
- Nautilus (2024) - serie tv inglese, regia di James Dormer

### Fumetti
- 20.000 Leghe sotto i mari (2016): Sceneggiatura di Mauro Uzzeo disegni di Francesco Francini, Valerio Befani e Fernando Proietti

### Attrazioni
20.000 leghe sotto i mari e la sua trasposizione cinematografica sono stati d'ispirazione anche per un'attrazione della Disney: 20.000 Leagues Under the Sea che si trova a Tokyo DisneySea, aperta nel 2001

## Influenza culturale
L'anime giapponese Nadia - Il mistero della pietra azzurra riprende molto liberamente gli elementi di Ventimila leghe sotto i mari e di altre opere di Verne.

## Illustrazioni

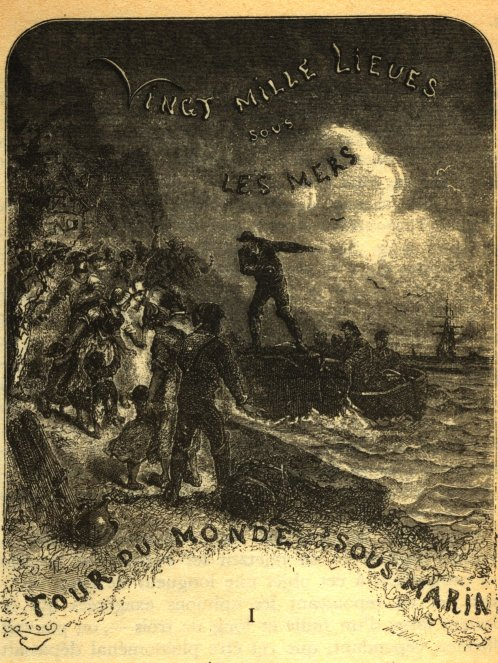
Illustrazione per la prima parte
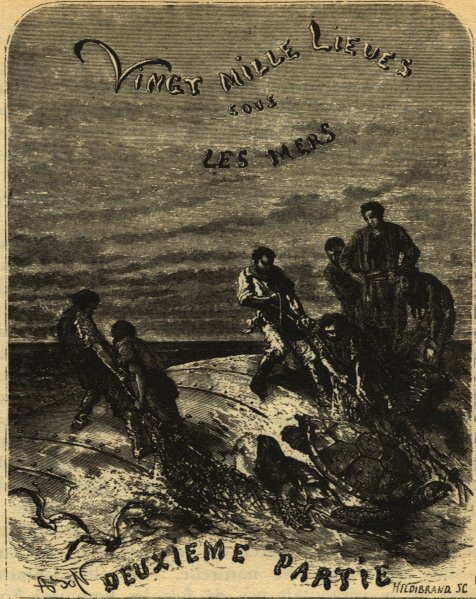
Illustrazione per la seconda parte
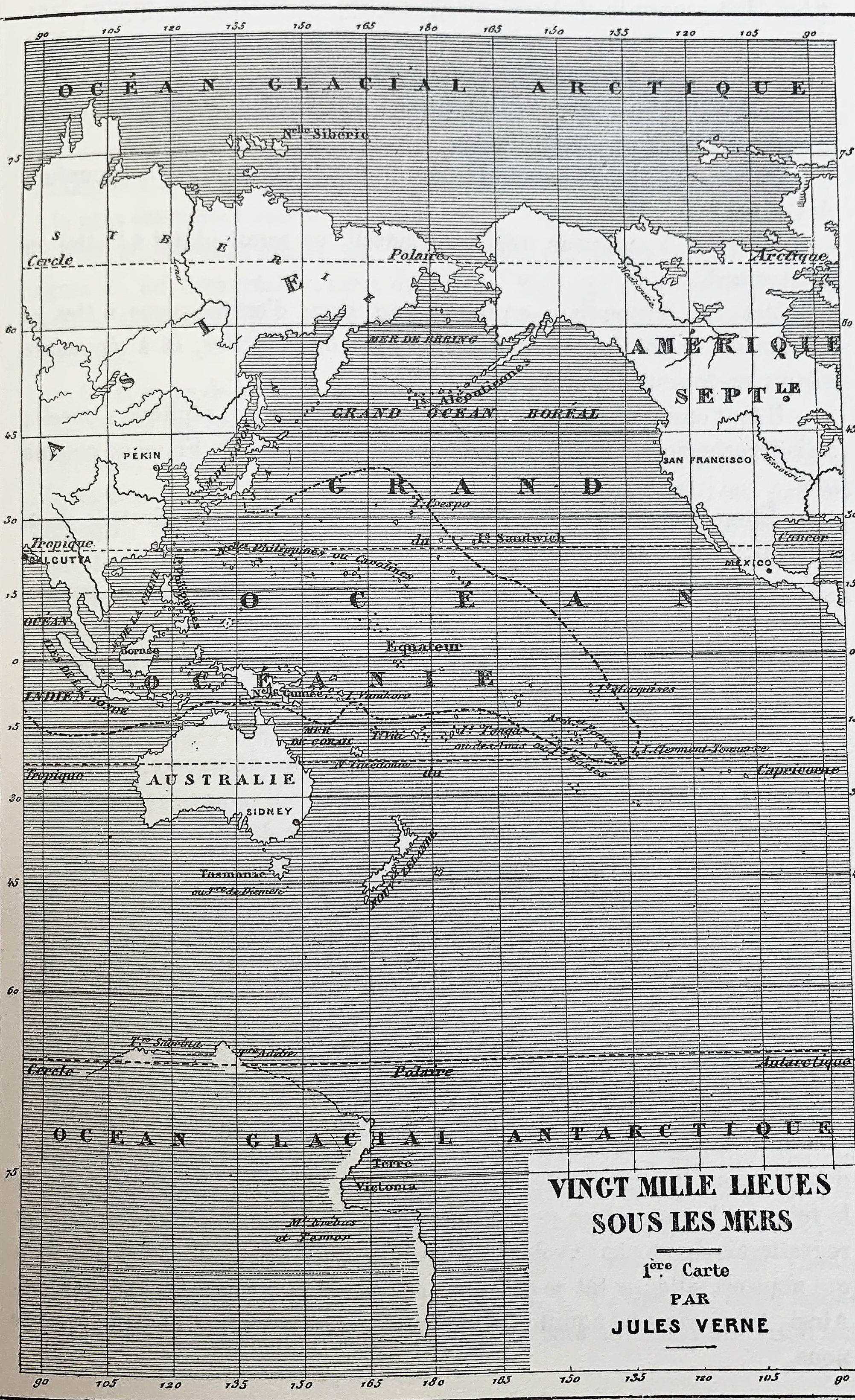
Mappa delle avventure del Nautilus nell'Oceano Pacifico
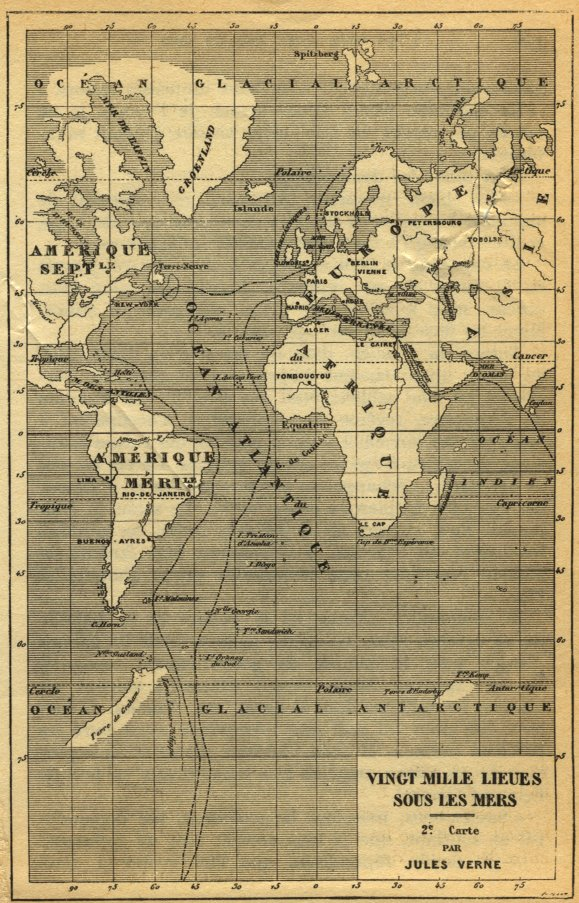
Mappa delle avventure del Nautilus nell'Oceano Atlantico
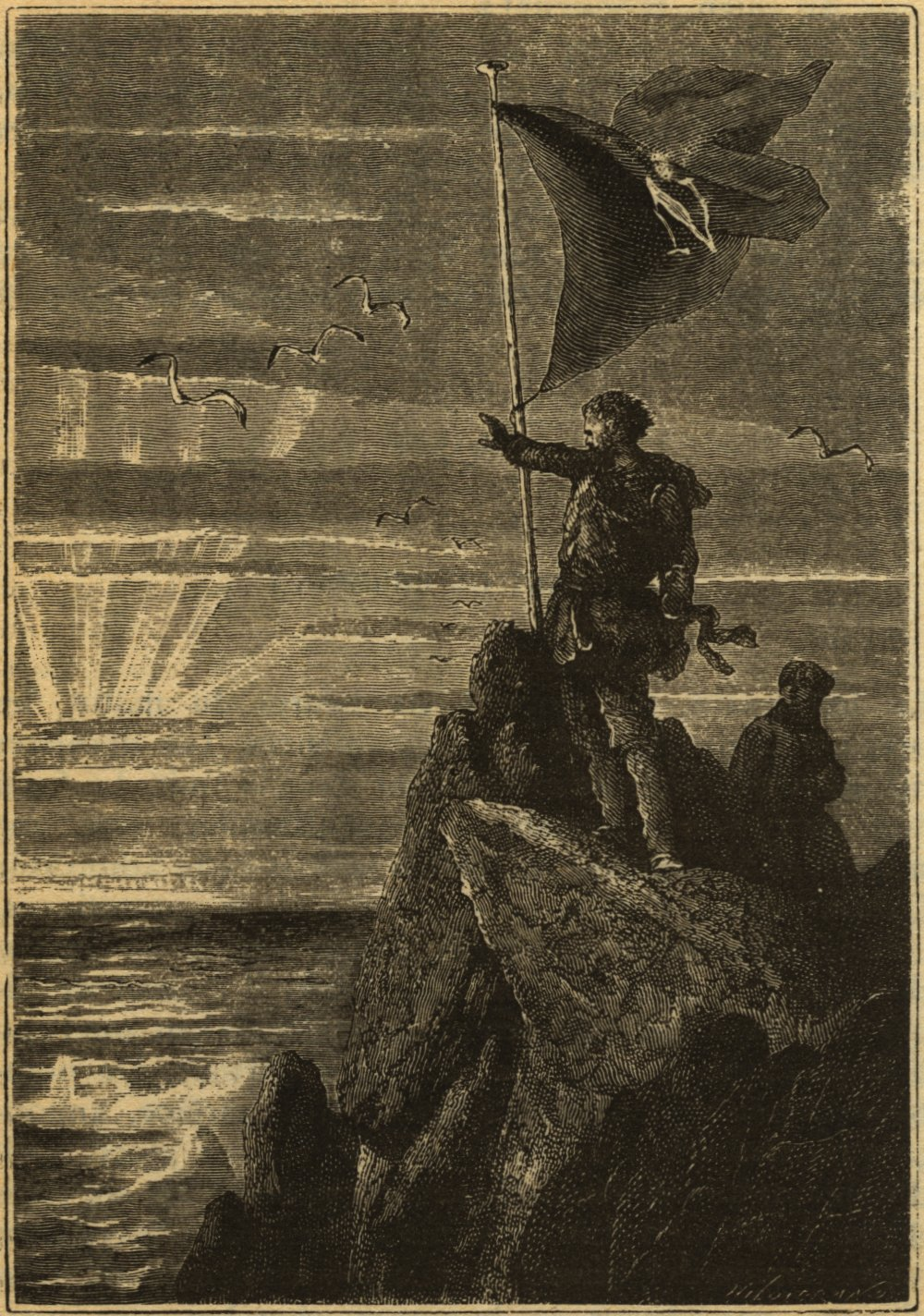
Il capitano Nemo con la sua bandiera personale al Polo sud
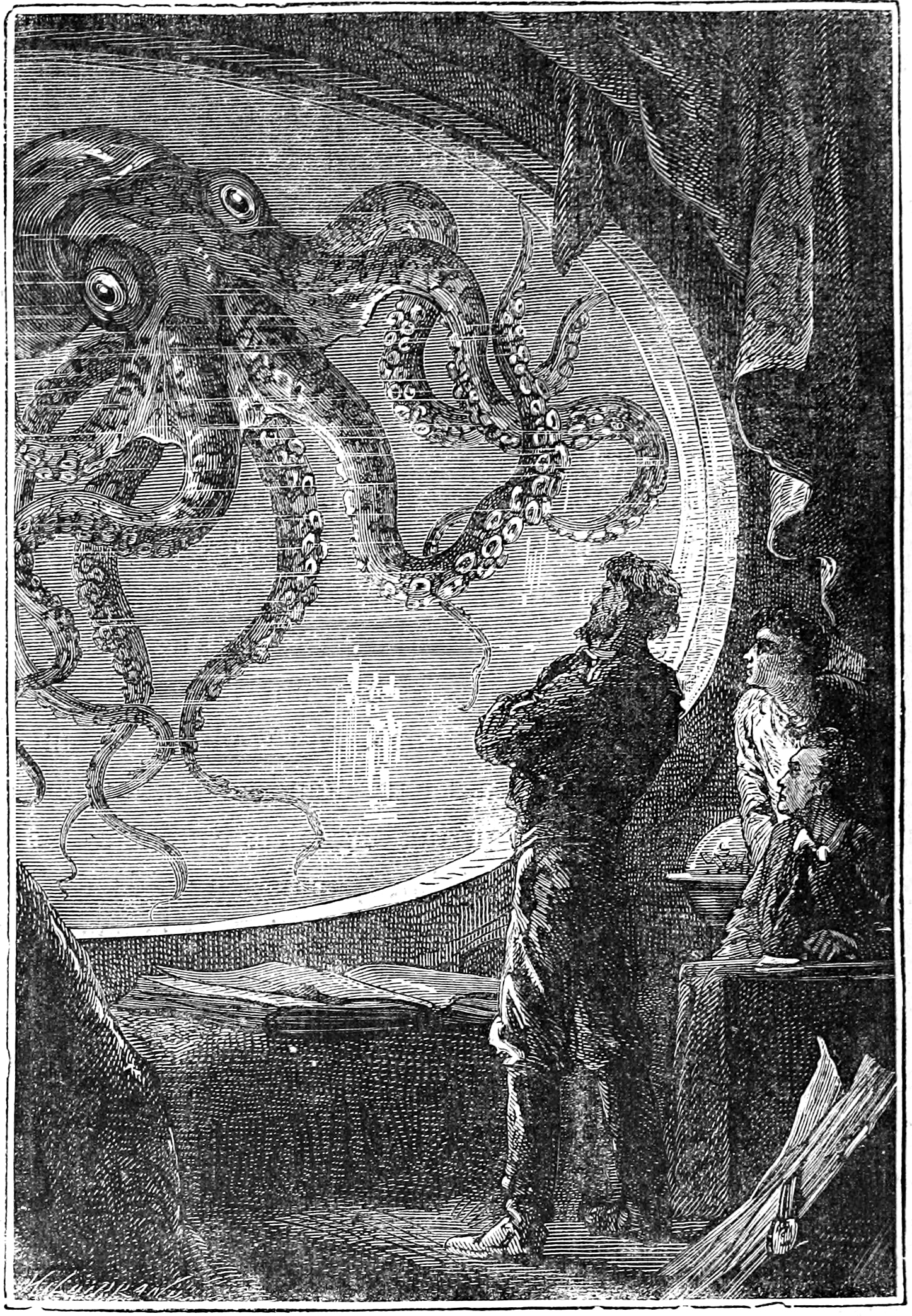
La baia d'osservazione del Nautilus, e il famoso faccia a faccia tra il calamaro gigante e il Capitano Nemo
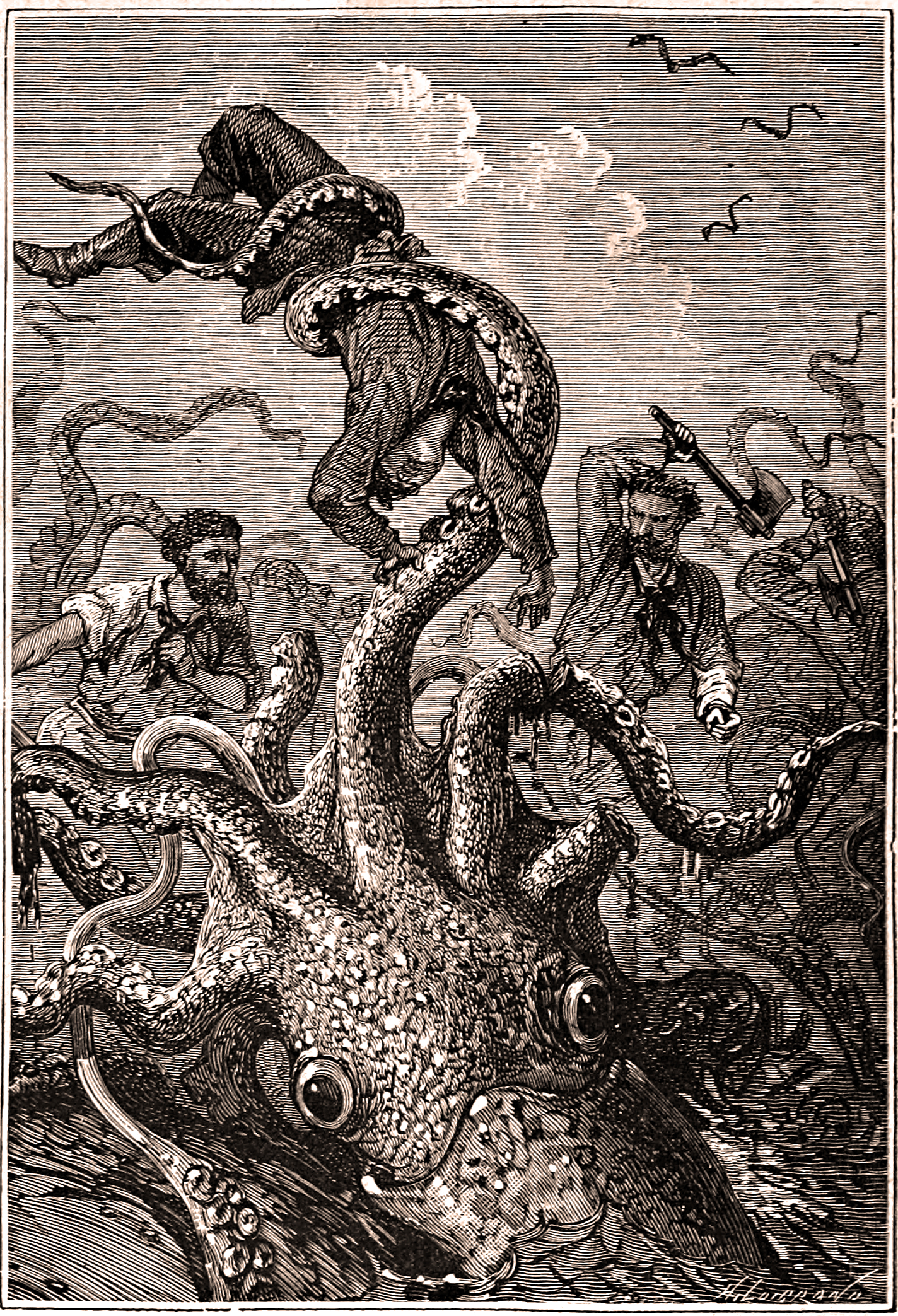
Il Kraken (piovra gigante).
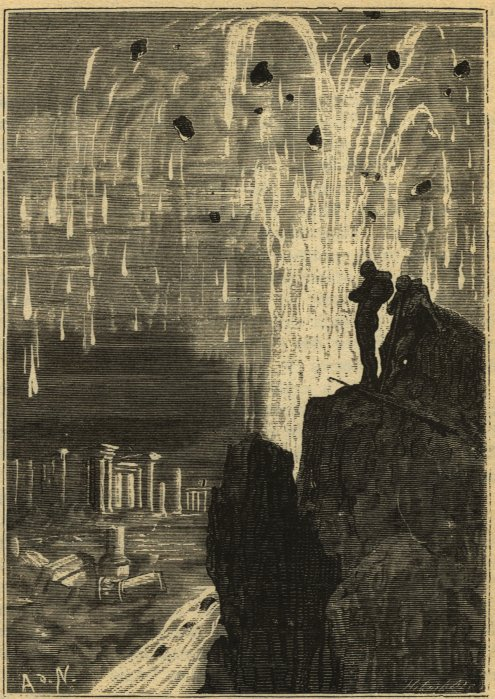
Atlantide.
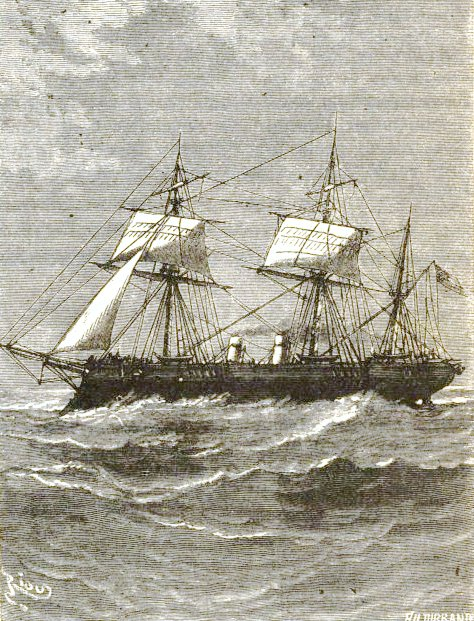
La nave Abraham Lincoln.
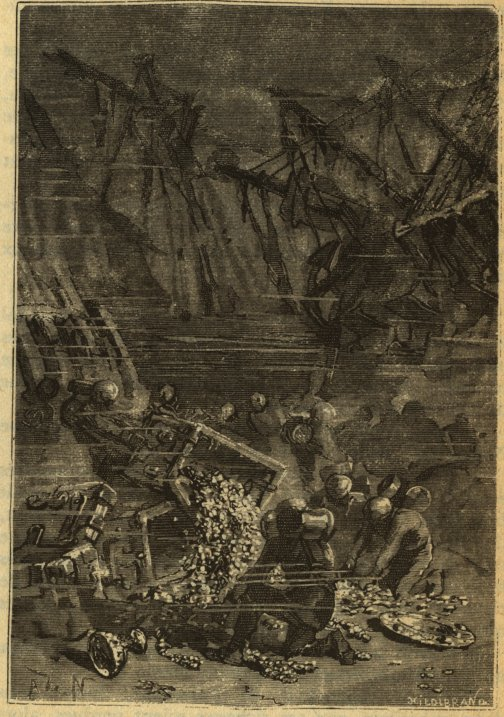
I tesori.
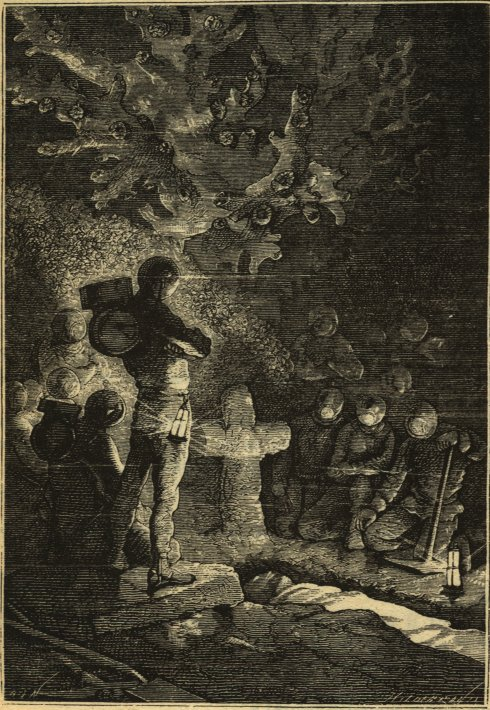
Il cimitero sottomarino.
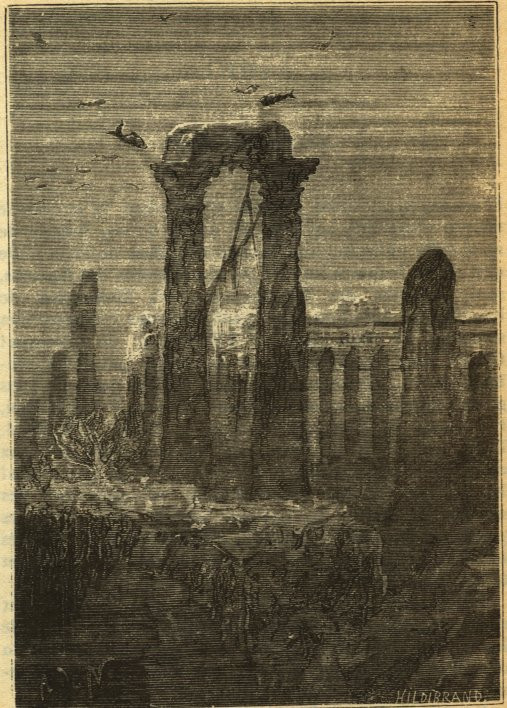
Le colonne d'Ercole.
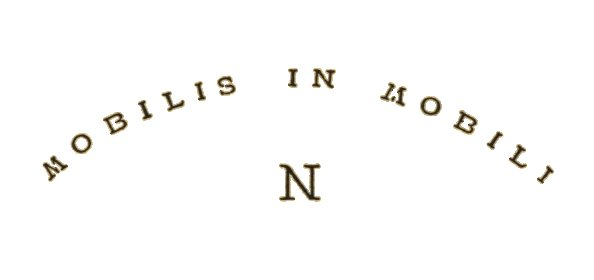
Il motto di Nemo.
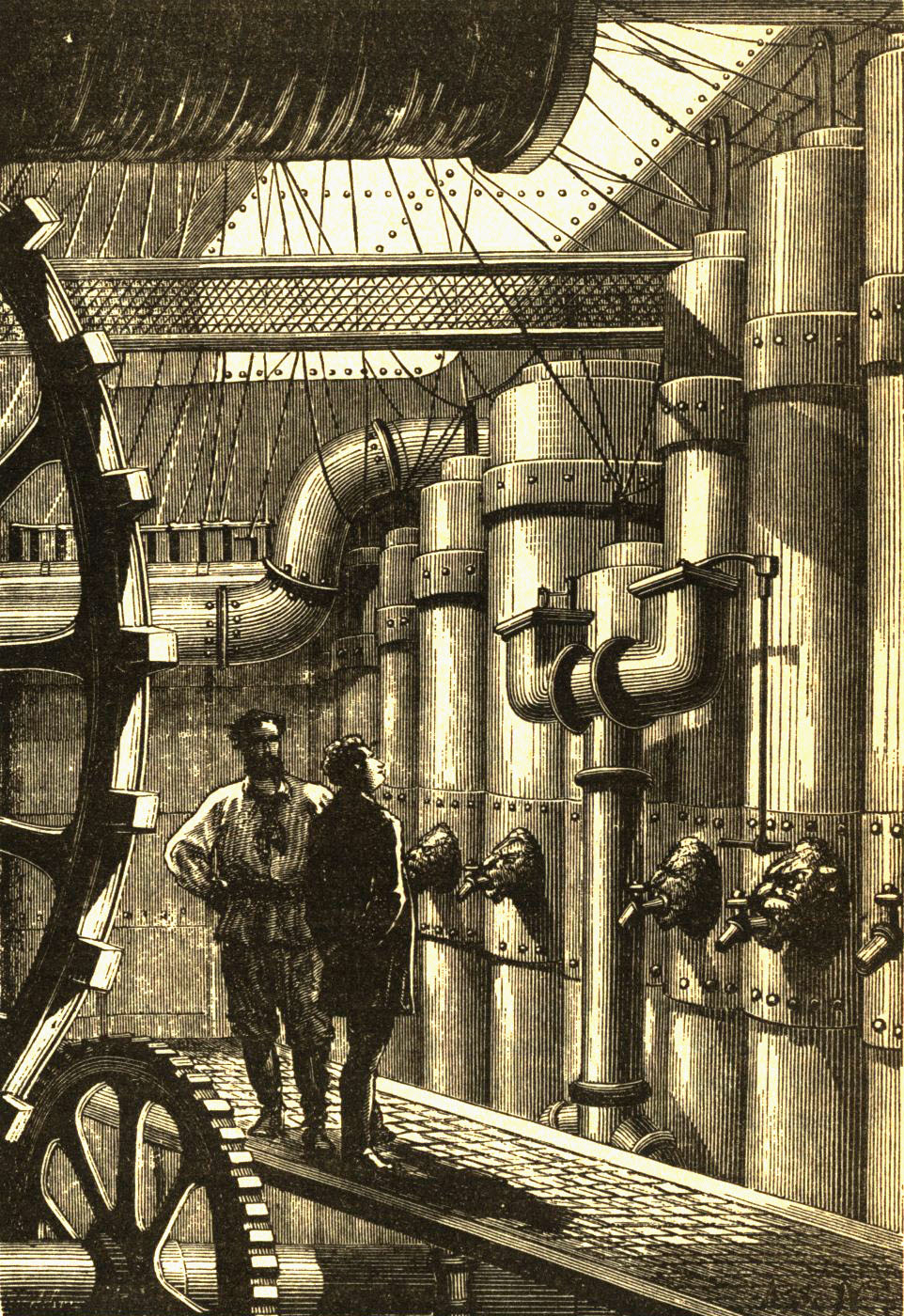
I meccanismi del Nautilus.
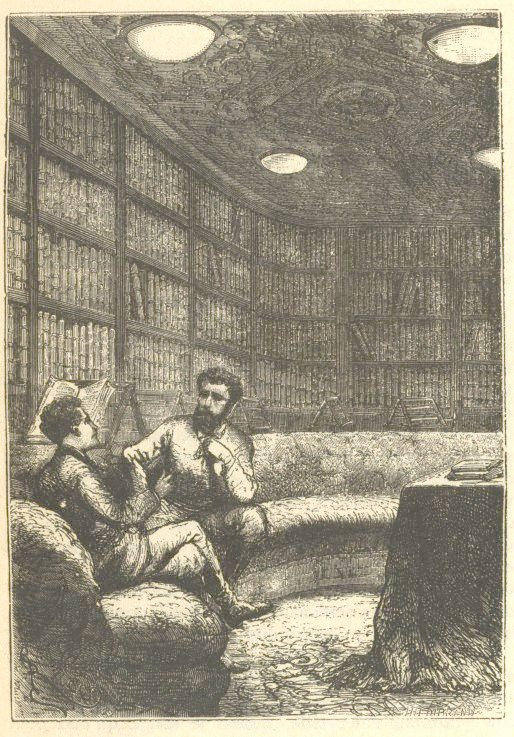
La biblioteca di Nemo con dentro Nemo e Arronax.
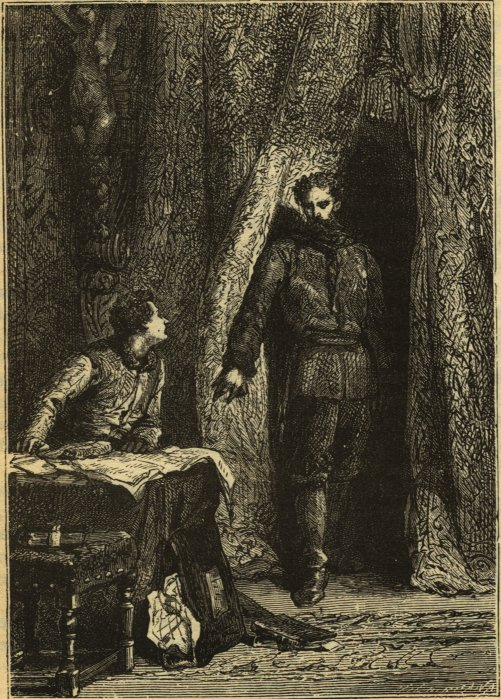
Un'altra immagine sulla libreria di Nemo.
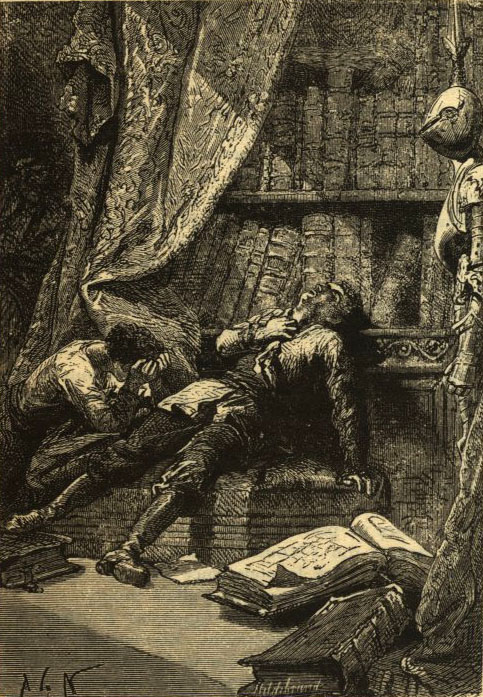
La libreria di Nemo.
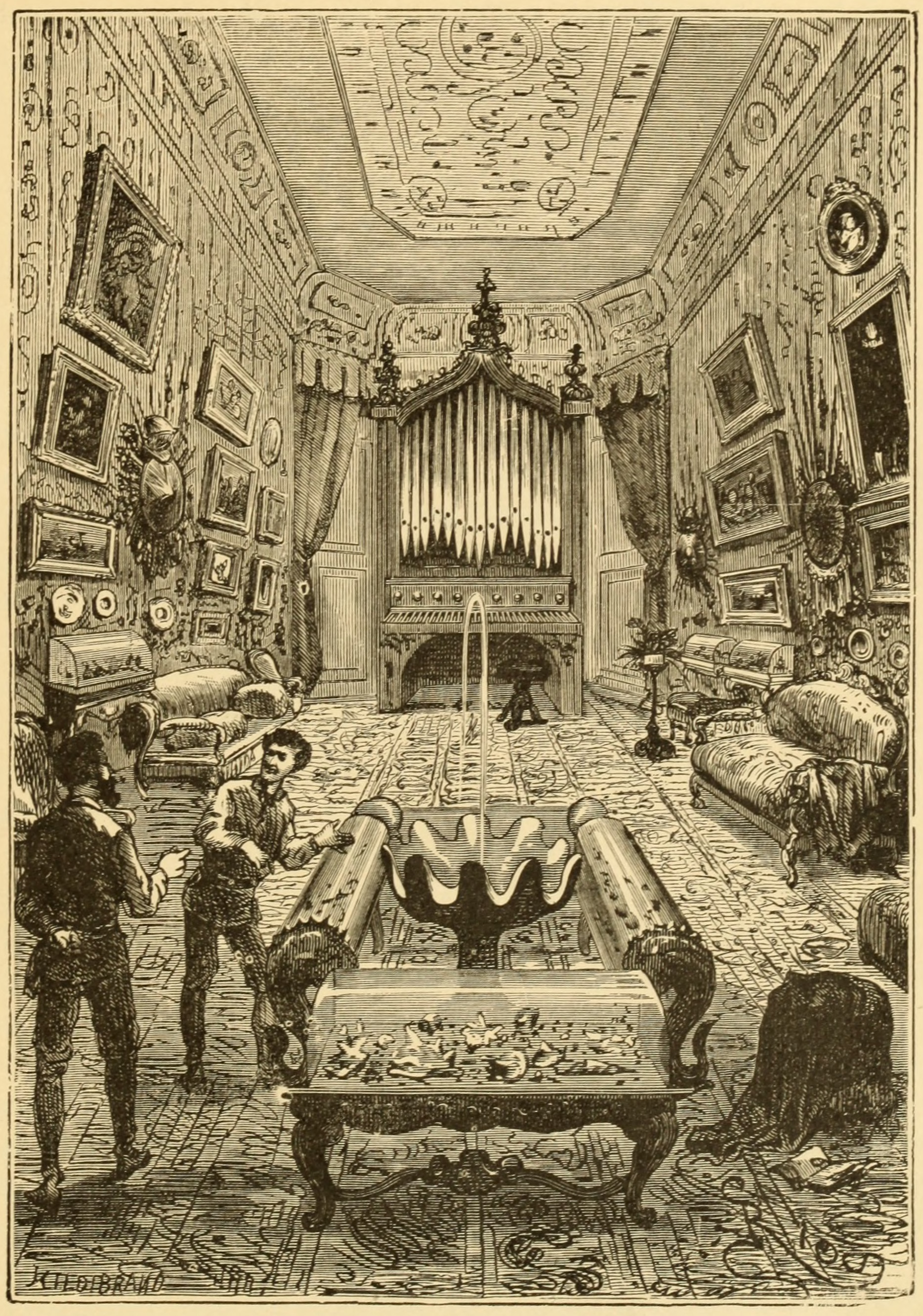
Il salone sottomarino.
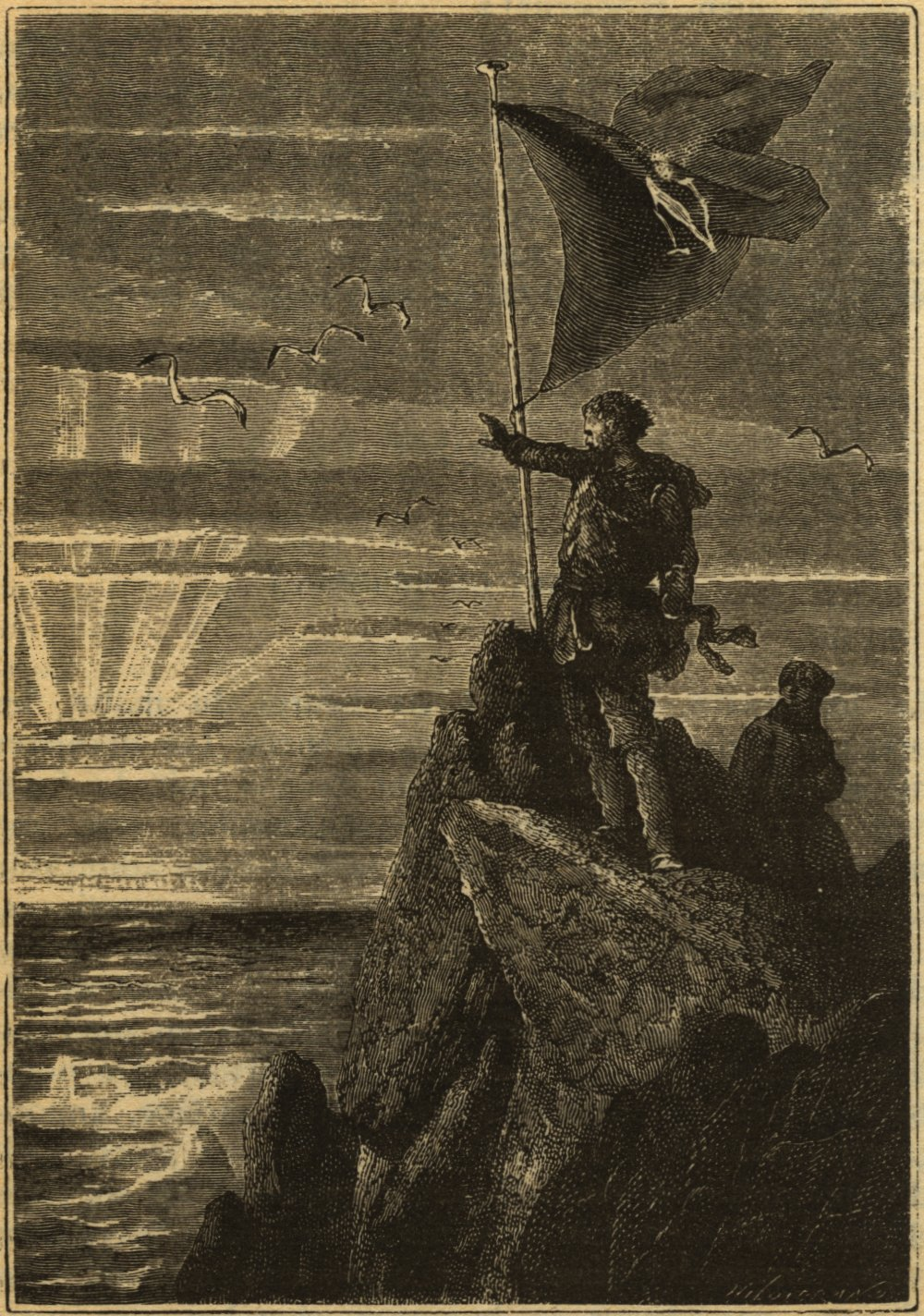
Nemo pianta la sua bandiera sul Polo Sud.
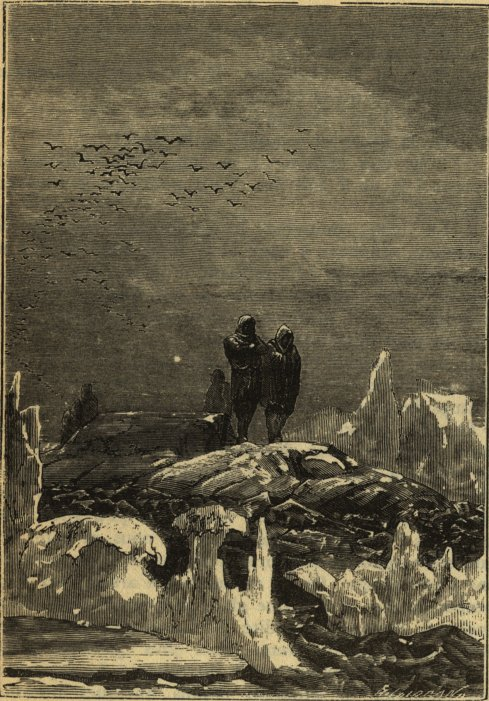
Il polo Nord.
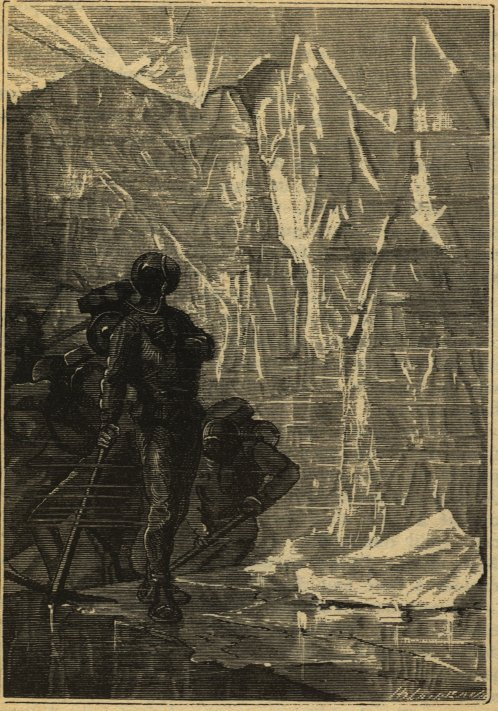
Gli uomini di Nemo, Nemo e Ned Land scavano un passaggio per il Nautilus.
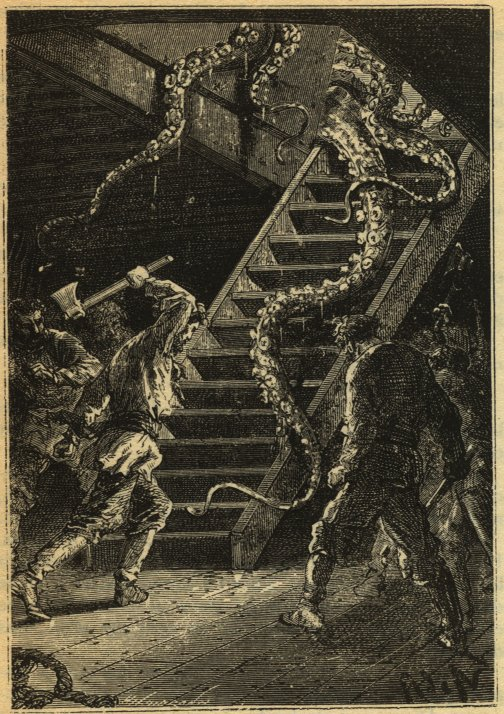
La piovra gigante entra nel Nautilus.
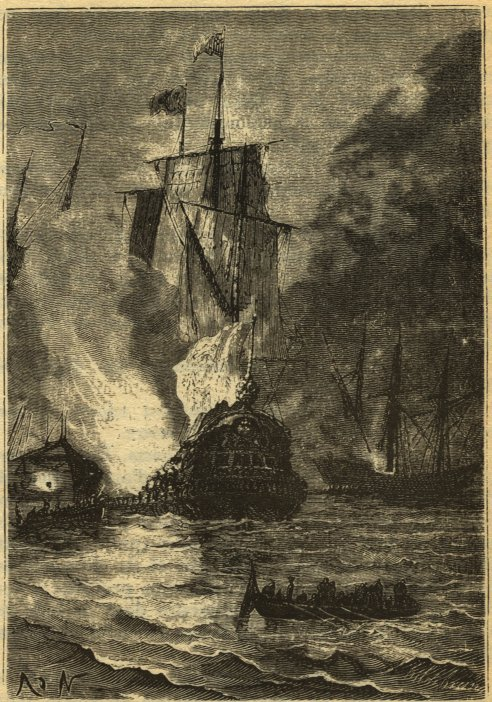
La baia di Vigo.
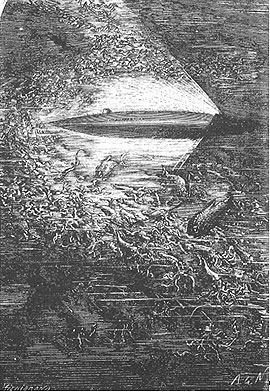
Il sottomarino.
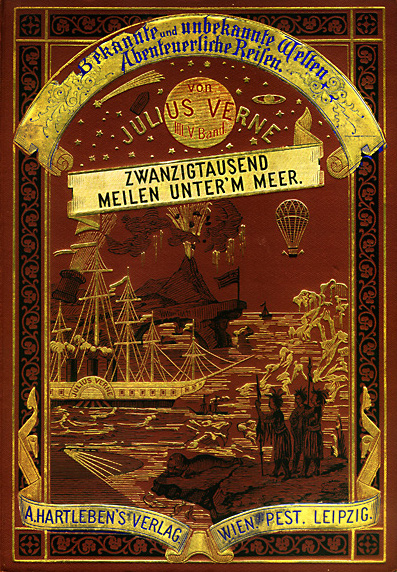
Una copertina di un'edizione.
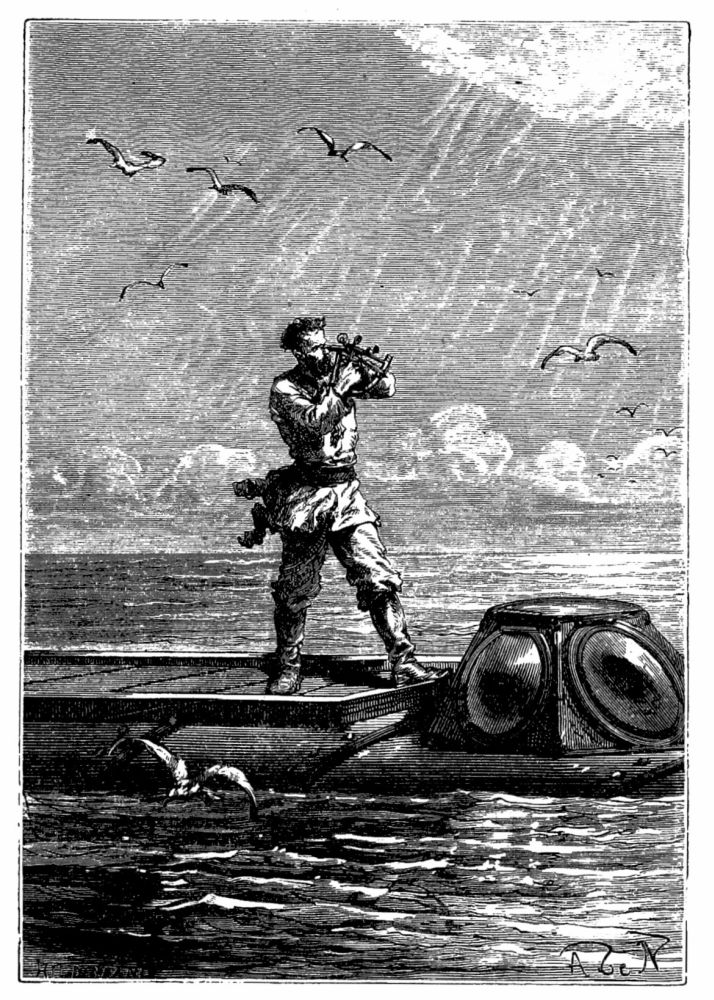
Nemo fa' il punto prima di partire per la lunga crociera.
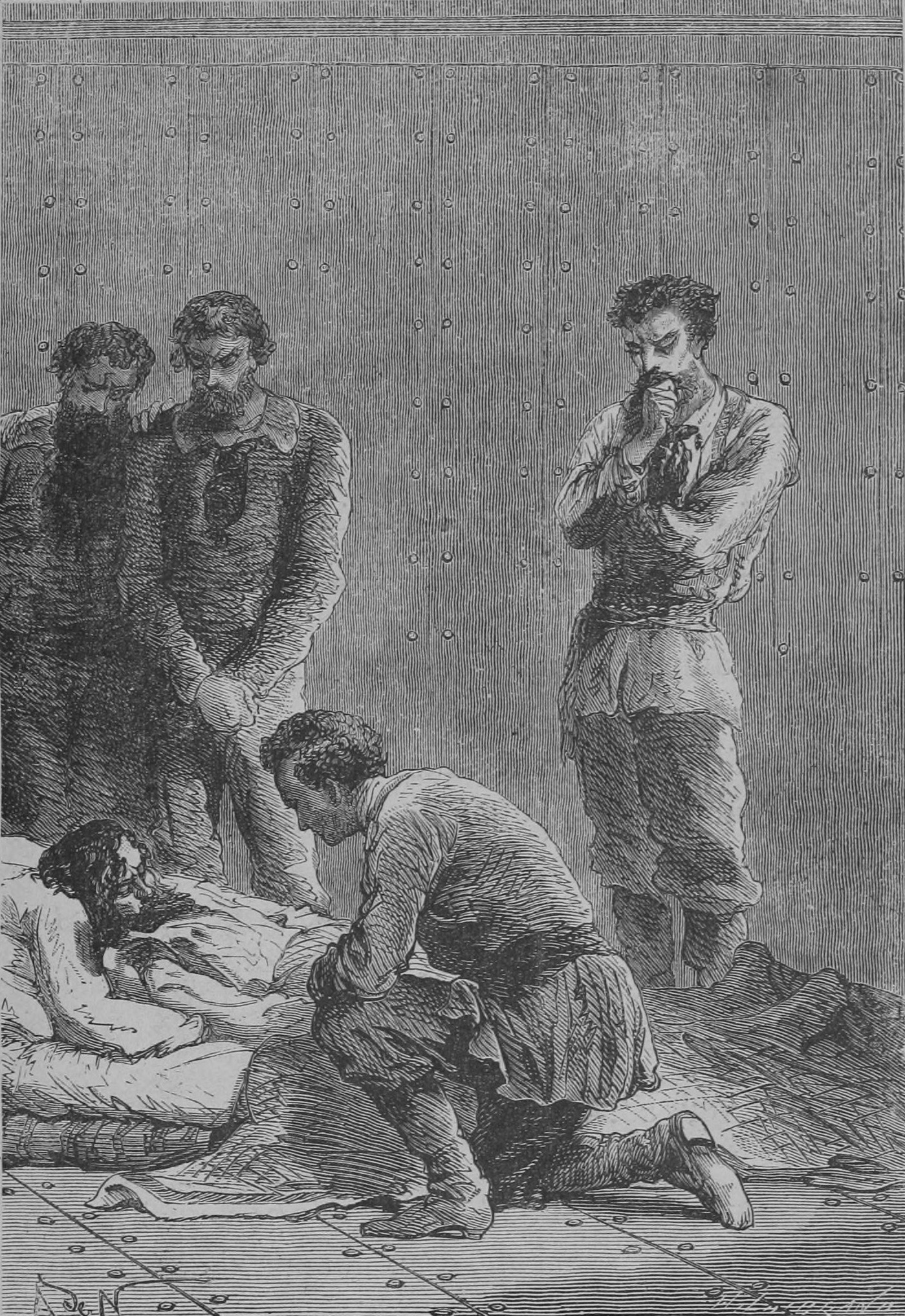
Arronax mentre tenta di curare un ferito, ma non ci riesce.
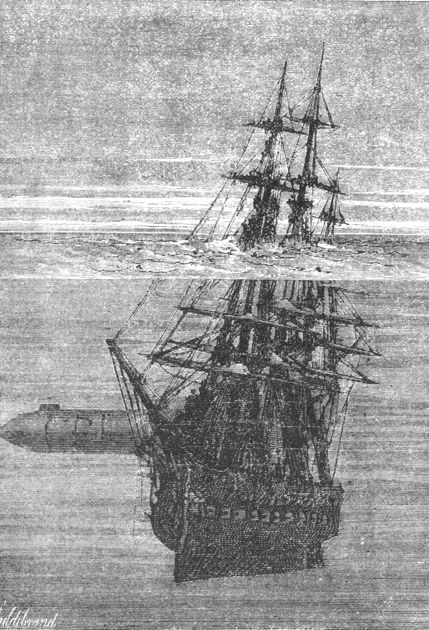
La nave distrutta dal Nautilus.
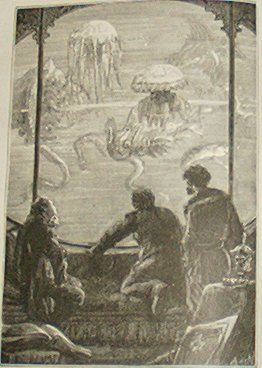
Una veduta dall'oblo del Nautilus.
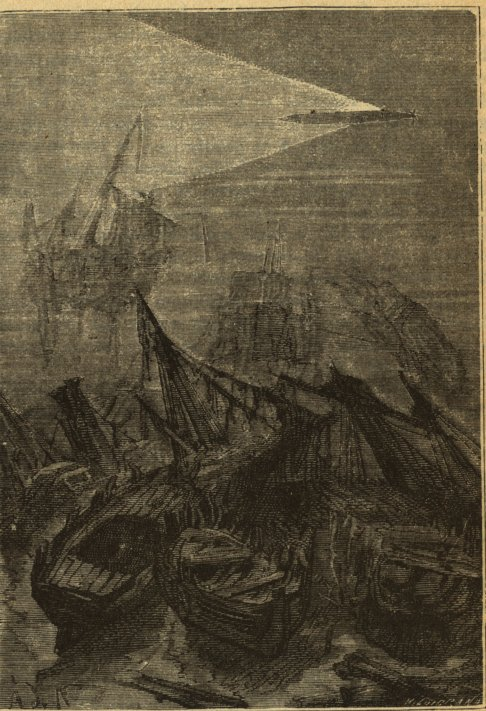
Dei relitti.
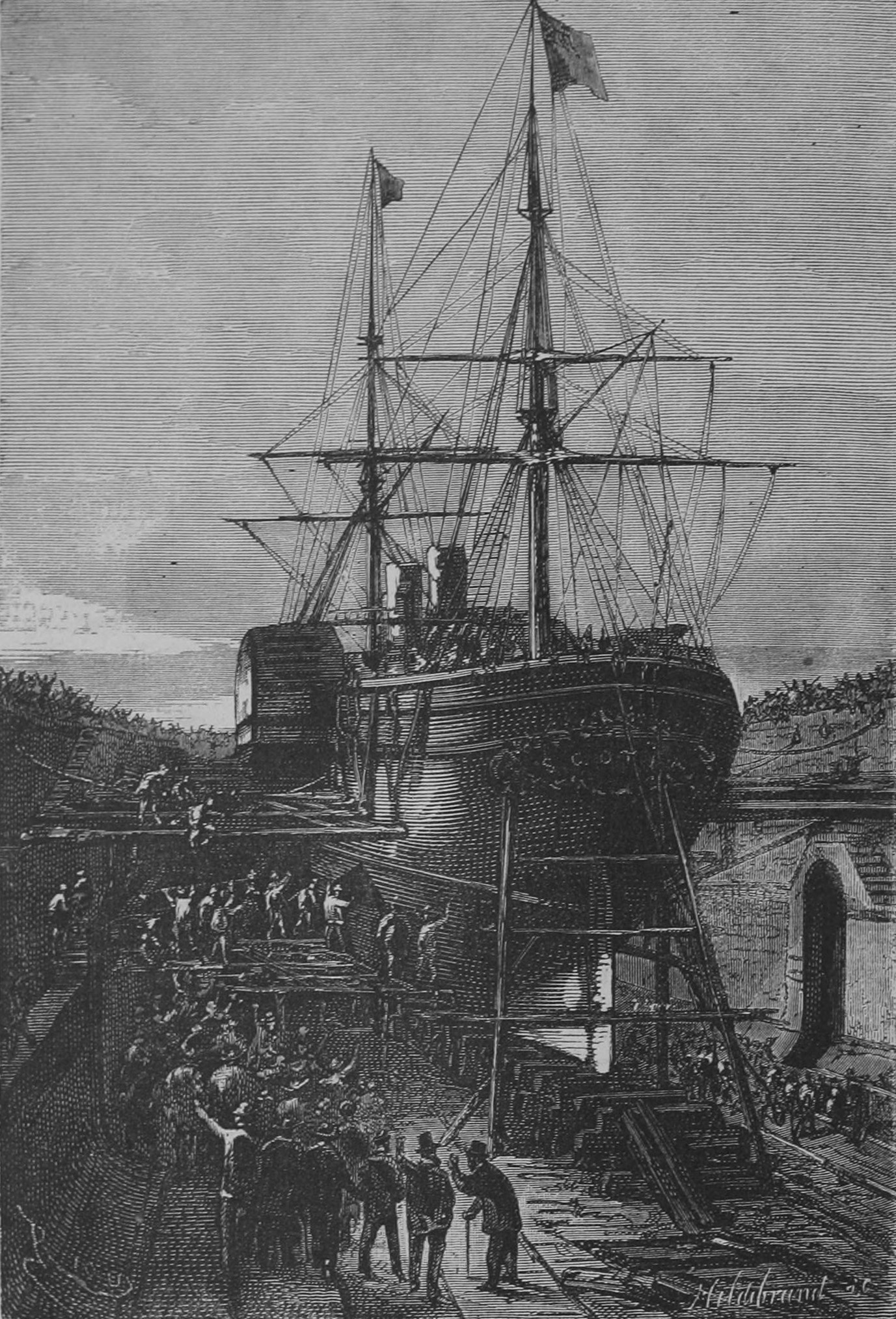
L'esame alla carena dello "Scotia".
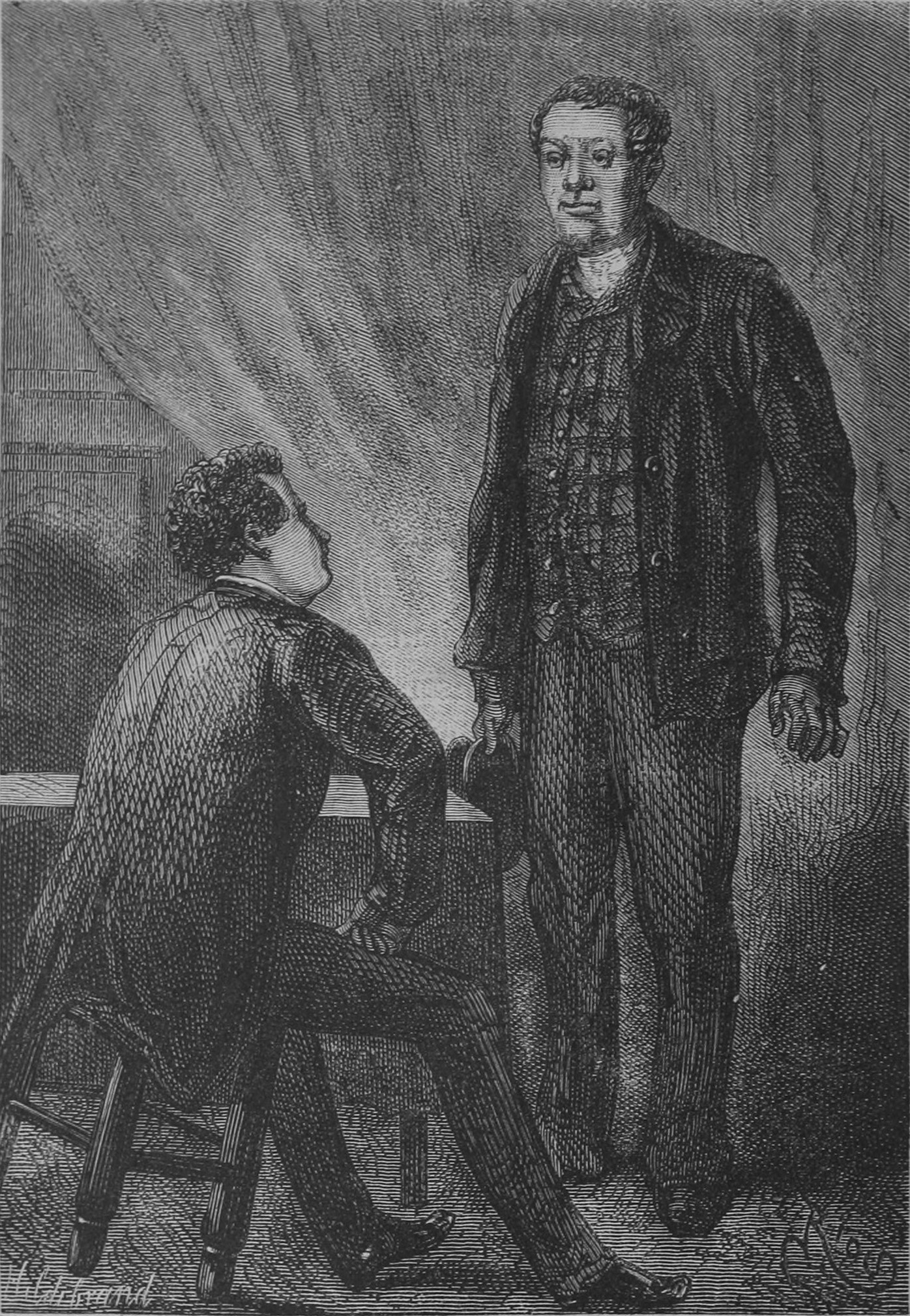
Arronax e Conseil.
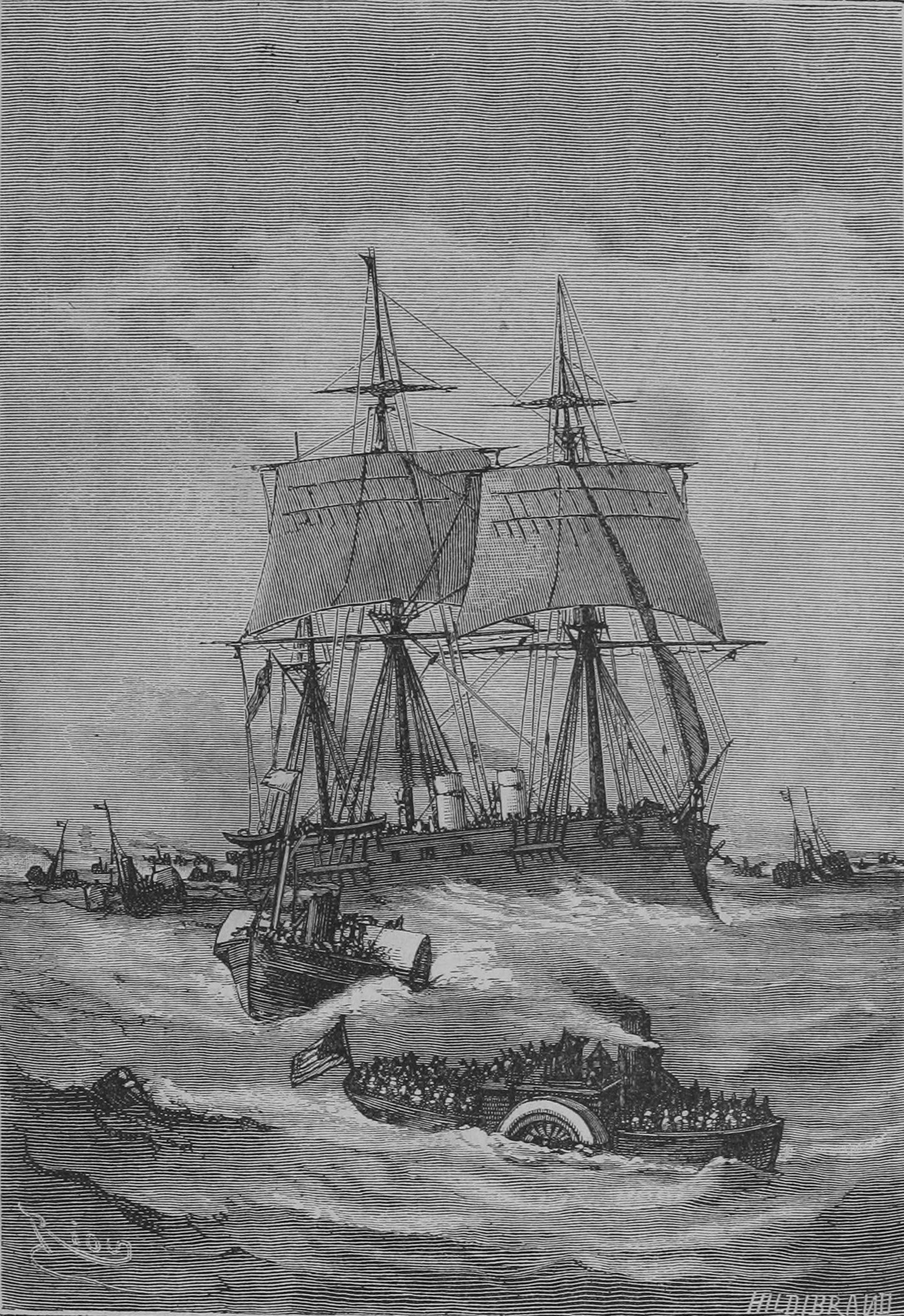
La partenza dell'"Abraham Lincoln".
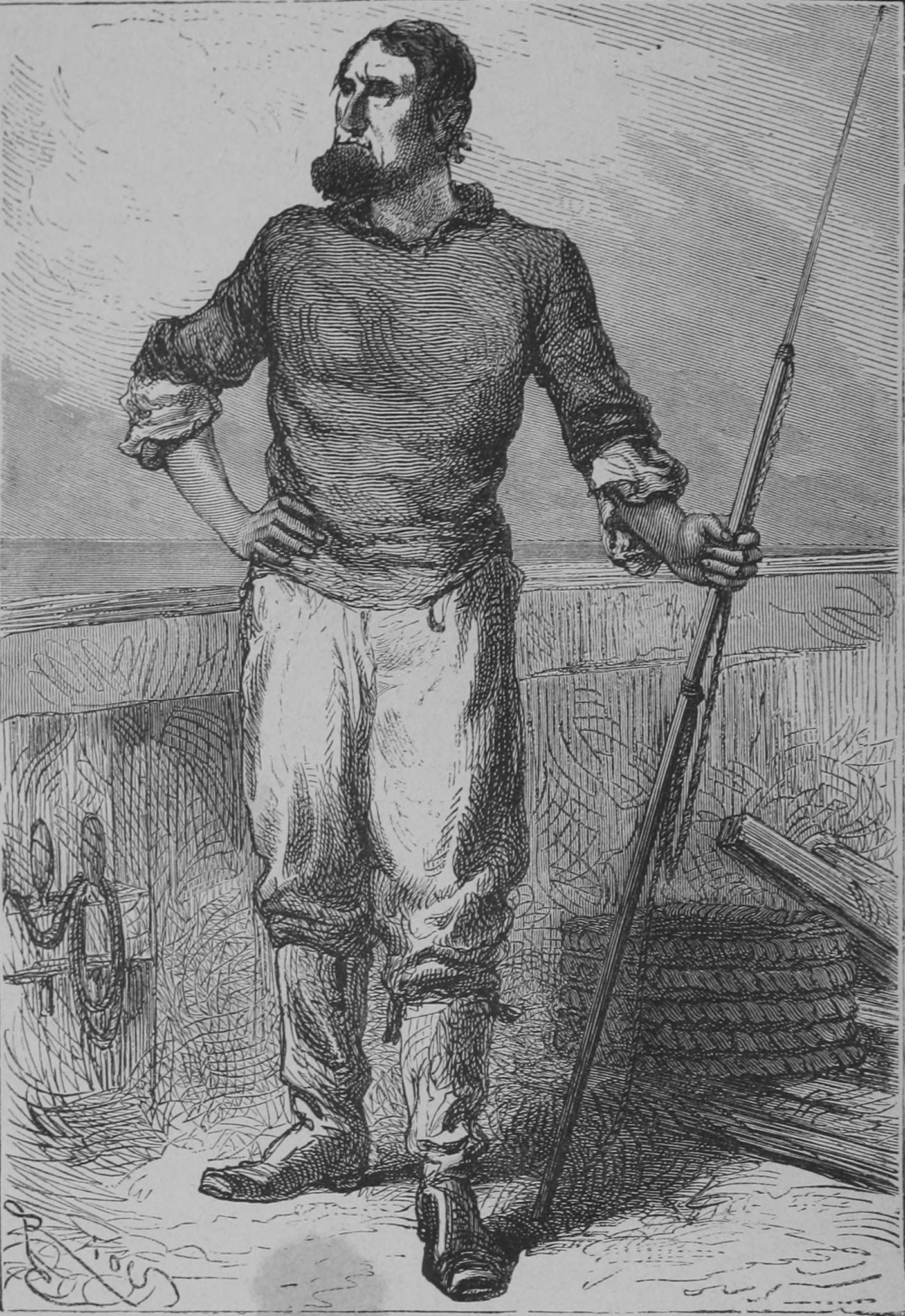
Ned Land.
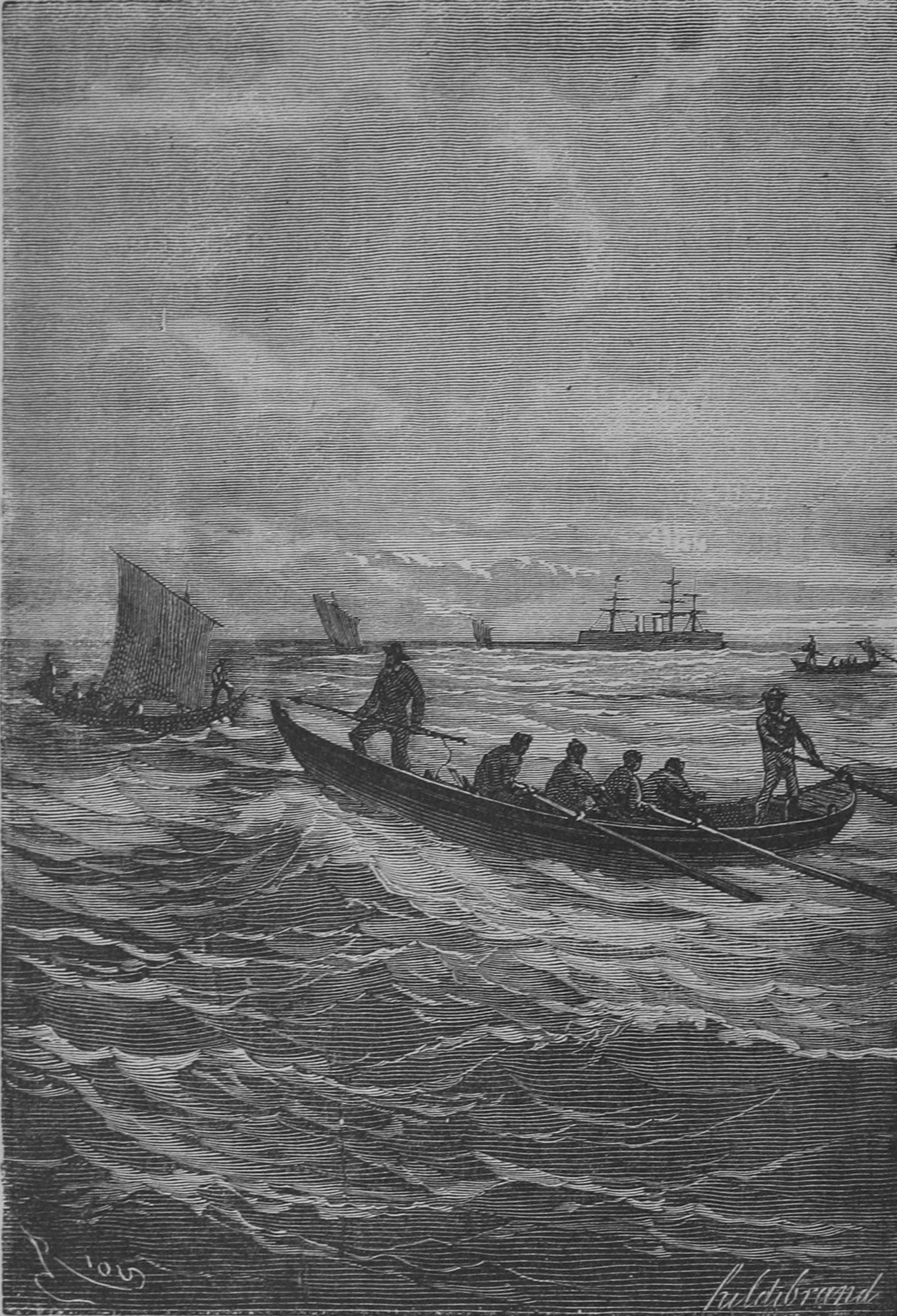
Le scialuppe dell'"Abraham Lincoln" cercano il mostro.
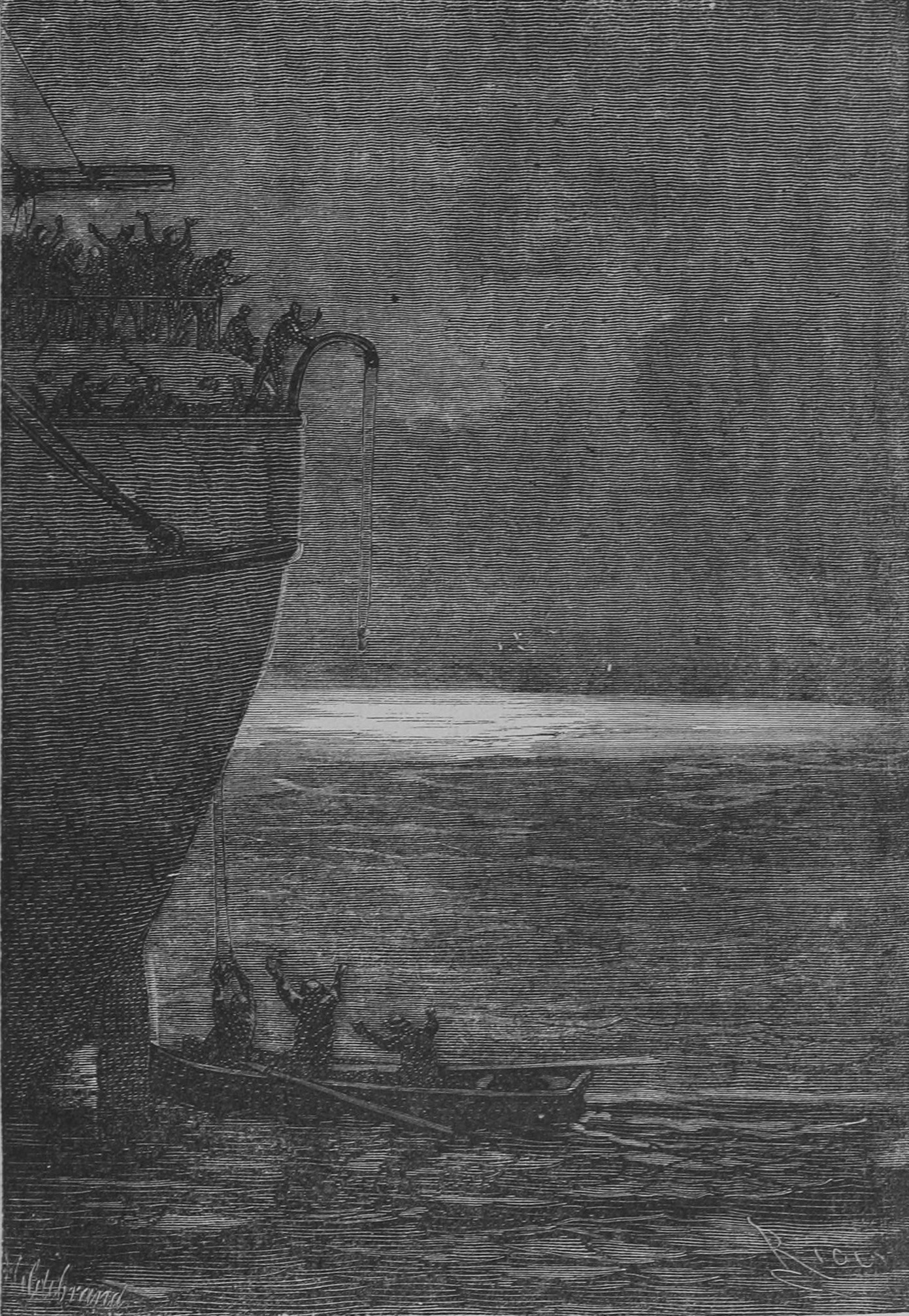
Il bagliore del narvalo elettrico.
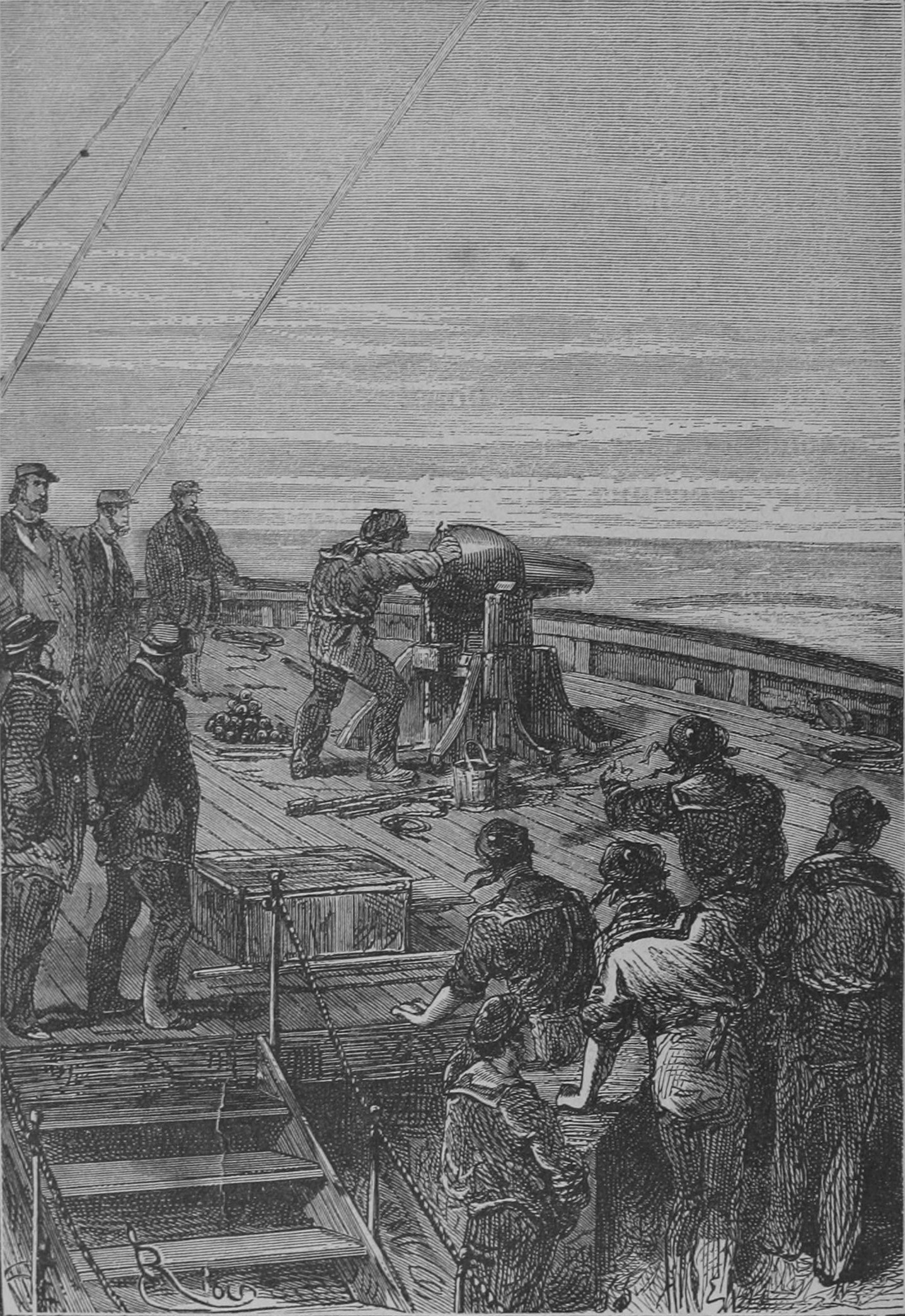
Il cannoniere dell'"Abraham Lincoln" .
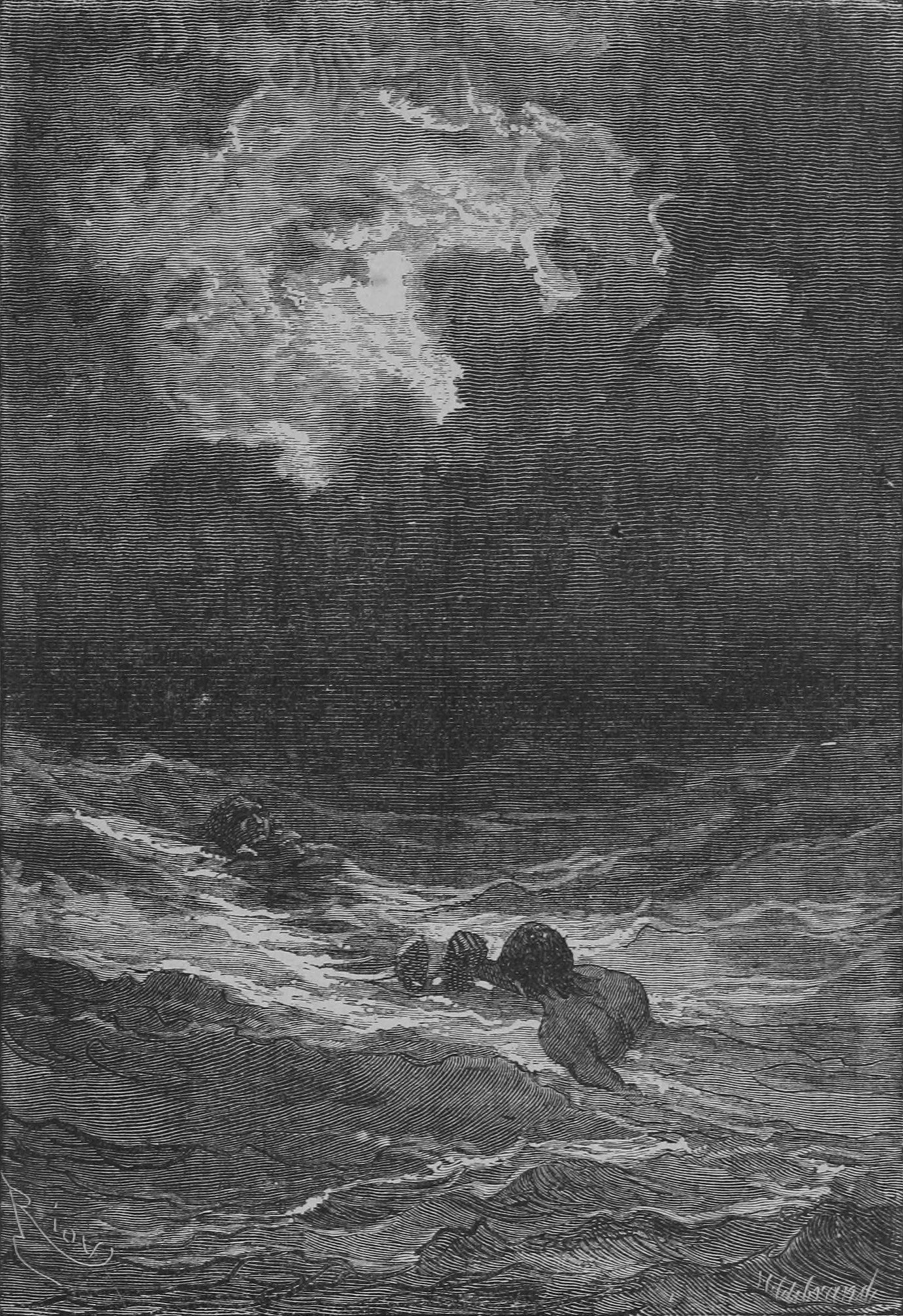
L'illustrazione della parte del libro in cui Arronax e Conseil nuotano in un particolare metodo, ergo tirandosi a turno.
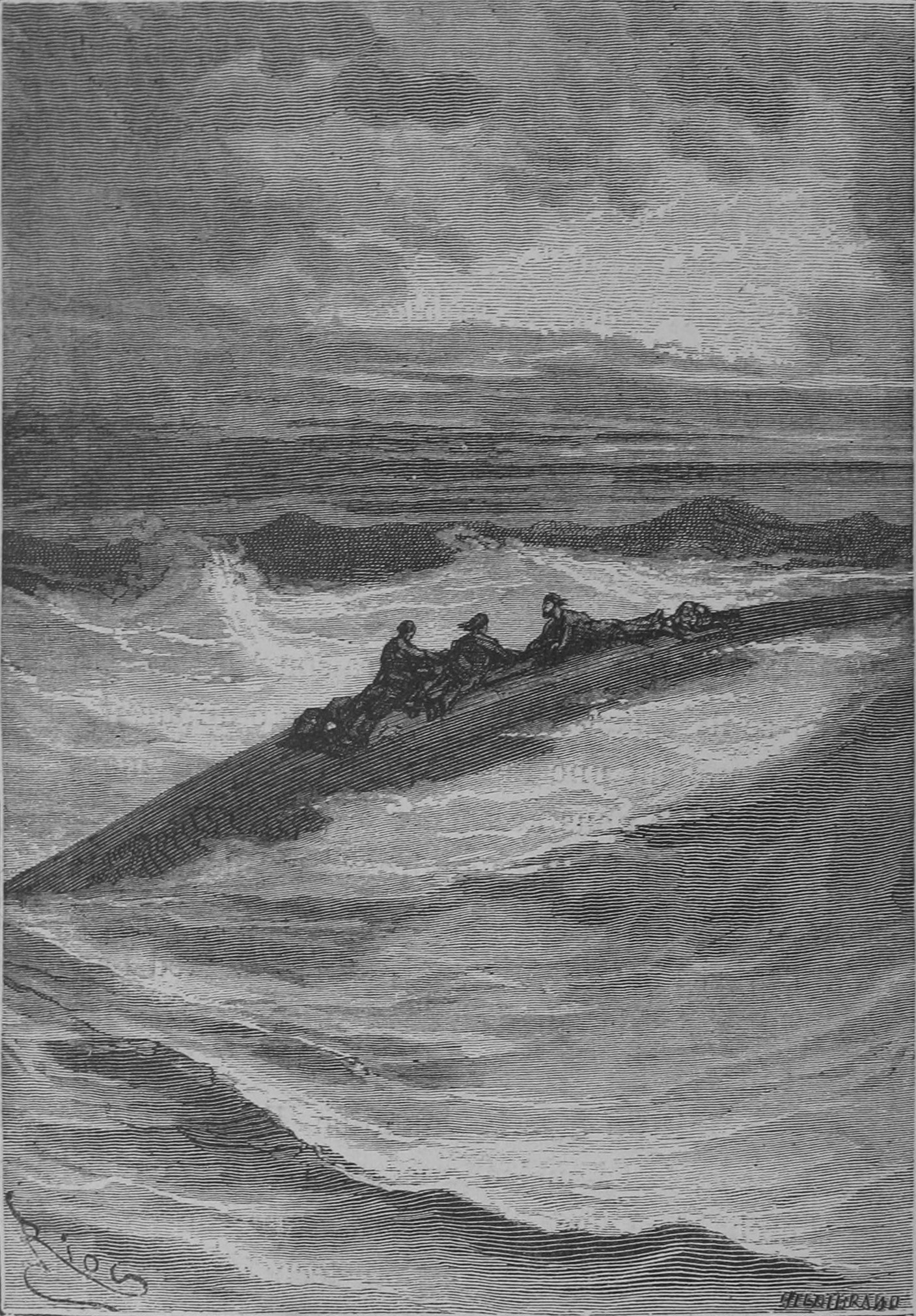
Arronax, Conseil e Ned Land sul ponte del Nautilus.

## Edizioni integrali
- (FR) Vingt Mille Lieues Sous Les Mers, Paris, Pierre-Jules Hetzel, 1870.
- Ventimila leghe sotto ai Mari, illustrato con 111 incisioni e 2 carte geografiche, Milano, Tipografia Editrice Lombarda, 1873.
- Ventimila leghe sotto i mari, Milano, Muggiani, 1876.
- Ventimila leghe sotto ai Mari, Milano, Sonzogno, 1889.
- Ventimila leghe sotto i mari, traduzione di Umberto Cei, dall'ultima edizione francese, Firenze, Nerbini, 1900.
- Ventimila leghe sotto ai Mari..., traduzione di V. Almanzi, Sesto San Giovanni, Società Editoriale Milanese, 1916.
- Ventimila leghe sotto i mari, traduzione di Ettore Fabietti, ill.ni di F. Fabbi, Firenze, Bemporad, 1919; II ed., 1929.
- Ventimila leghe sotto i mari, traduzione di con note a cura di Tito Roberto Blanche, Milano, A. Barion, 1929.
- Ventimila leghe sotto i mari, traduzione di Bona Alterocca, San Casciano Val di Pesa-Firenze, Chiantore-Loescher, 1948. - Newton Compton, Roma, 1995-2023.
- Ventimila leghe sotto i mari, traduzione di Gino Cornali, Milano-Messina, Principato, 1951.
- Ventimila leghe sotto i mari, traduzione di Renata Sidoti, 2 voll., Illustrazioni a colori di Giovanni Reschofsky, Milano, Vallardi, 1955. - Prefazione di Roberto Barbolini e Andrea Marcheselli, Collana I grandi libri, Milano, Garzanti, 2004-2023, ISBN 978-88-110-1039-5.
- 20.000 leghe sotto i mari, traduzione di Oliviero Sandrini, Milano, Fratelli Fabbri Editori, 1955.
- 20.000 leghe sotto i mari, traduzione di Maria Banti, Firenze, Salani, 1955.
- Ventimila leghe sotto i mari, traduzione di Curzio Siniscalchi, Milano, Lucchi, 1956.
- Ventimila leghe sotto i mari, traduzione di Maria Grazia Schiuzzi, revisione di Piero Nicola, Collana Corticelli n.10, Milano, Mursia, 1964. - Collana Hetzel n.XVI, Mursia, 1982; Milano, Hachette, 2003.
- 20.000 leghe sotto i mari, traduzione di Gianni Rebaudengo, Collana I best dei giovani n.1, Edizioni dell'Albero, 1966.
- Ventimila leghe sotto i mari, traduzione di Ada Bonfirraro, Collana I Libri del Sabato n.55, Roma, Gherardo Casini Editore, 1966.
- Ventimila leghe sotto i mari, traduzione di P. Roudolph (pseudonimo di Raoul Traverso), Collana La 500 ep. 50, Roma, Edizioni Paoline, 1967.
- Ventimila leghe sotto i mari, traduzione di Enrico Lupinacci, a cura di Giansiro Ferrata e Mario Spagnol, Collana Oscar, Milano, Mondadori, 1973. - Collana Oscar Leggere i classici n.27, Mondadori, 1994; con uno scritto di Bruce Sterling, Cronologia e Bibliografia di Valentina Olivastri, Collana Oscar Classici n.499, Mondadori, 2000-2023.
- Ventimila leghe sotto i mari, traduzione di Vera Giuliani, 2 voll., Collana I Libri Pocket n.432, Milano, Longanesi, 1974.
- 20.000 leghe sotto i mari, traduzione di Anna Gerola, 2 voll., Ginevra, Edizioni Ferni, 1976-1977.
- Ventimila leghe sotto i mari, traduzione di Gianni Giraldi, Collezione I grandi classici per la gioventù n.22, Edizioni Accademia, 1977.
- Ventimila leghe sotto i mari, traduzione di Maria Paola De Benedetti, Illustrazioni di S. Baraldi, Milano, Fabbri Editore, 1984-2001. - Collana BUR, Milano, Rizzoli, 2004-2023; Prefazione di Antonio Serra, 111 illustrazioni di Riou e de Neuville, Collana Classici BUR Deluxe, Rizzoli, 2025, ISBN 978-88-171-9211-8.
- Ventimila leghe sotto i mari, traduzione di Adriana Crespi, Presentazione e Note biografiche di Metello Venè, Collana I giovani bibliofili, Milano, Aldo Peruzzo Editore, 1986.
- Ventimila leghe sotto i mari, traduzione di Graziella Ricci Calcagno, Torino, SEI, 1991.
- Ventimila leghe sotto i mari, trad. e cura di Luciano Tamburini, Collana i millenni, Torino, Einaudi, 1995, ISBN 978-88-06-13925-4. - contributi di Daniele Del Giudice, ET Classici, Einaudi, 2005-2025.
- 20.000 leghe sotto i mari, traduzione di Maria Cristina Moroni, Collana In primo piano. Classici, Novara, De Agostini, 1999.
- Ventimila leghe sotto i mari, traduzione di Stefano Valenti, Postfazione di Emanuele Trevi, Collana UEF. I Classici, Milano, Feltrinelli, 2018, ISBN 978-88-079-0290-1.

### Edizioni italiane condensate
- Ventimila leghe sotto i mari, traduzione di Berto Minozzi, Collana Nuovi Birilli n.7, AMZ, 1979. - Novara, De Agostini, 1989-2023.
- 20,000 leghe sotto i mari, traduzione di Enrico Lupinacci, illustrazioni di Christopher Bradbury, Milano, Emme, 1980,  p. 156. - Milano, Mondadori, 1983.